# Quercus pungens
Quercus pungens — вид рослин з родини букових (Fagaceae); поширений на півдні США й у північній Мексиці. Видовий епітет означає «колючий».

## Опис
Це невелике вічнозелене або майже вічнозелене дерево, яке досягає 3(5) метрів у висоту. Кора сіро-коричнева, розбита на грубі пластини. Молоді гілочки червонуваті або жовтуваті; є зірчасті волоски. Листки еліптичні або довгасті, жорсткі, товсті, 2–4(6) × 1.5–3 см; основа округла або рідко гостра, іноді асиметрична; верхівка тупа або гостра; край потовщений, хвилястий, здебільшого з 1–8 парами гострих зубів, іноді круглозубий; верх від сірувато-зеленого до жовтувато-зеленого, блискучий, з розсіяними, дрібними, сидячими, зірчастими волосками, переважно біля основи середньої жилки, гладкий; низ тьмяний, густо вовнистий; ніжка трохи волохата, завдовжки 3–6 мм. Квітне у травні. Чоловічі сережки завдовжки 0.5–2 см, з понад 10 квітками; жіночі — з 1–3 квітками. Жолуді однорічні, дозрівають у вересні, поодинокі або в парі, майже сидячі або на ніжці 3 мм; горіх світло-коричневий, від широко-яйцюватого до субциліндричного, до 10 × 10 мм, гладкий; чашечка глибиною до 8 мм × шириною до 13 мм, укриває 1/3–1/2 горіха, лусочки червонувато-коричневі, помірно горбисті або кілюваті, густо-сіро-вовнисті.

## Поширення й екологія
Поширений на півдні США (Техас, Нью-Мексико, Аризона) і в північній Мексиці (Тамауліпас, Сан-Луїс-Потосі, Нуево-Леон, Дуранго, Коауїла, Чихуахуа).
Зростає на гравійних або кам'янистих ґрунтах, які часто є неглибокими. Росте на середніх і верхніх схилах і в нижніх каньйонах пустельних гір і вздовж арройо; росте на висотах 800–2000 м.

## Використання
Жолуді Q. pungens забезпечують харчами птахів і різних ссавців. Деревина може використовуватися місцево для палива та стовпів огорожі.

## Загрози
Загалом для цього виду немає великих загроз.